# Selenomys mimicus
Selenomys mimicus és una espècie de mamífer rosegador extint de la família dels aplodòntids, que actualment només conté una espècie vivent, el castor de muntanya. Visqué a Àsia durant l'Oligocè. L'holotip fou descobert a la formació de Hsanda Gol (Mongòlia).